# 450 pr. n. št.

## Dogodki
- Atene premagajo Perzijce v bitki pri ciprski Salamini.
- uzakonitev rimska prava

## Smrti
- Alkibiad, atenski vojskovodja in državnik, († 404 pr. n. št.)